# Tilapia jallae
Tilapia jallae är en fiskart som först beskrevs av Boulenger, 1896.  Tilapia jallae ingår i släktet Tilapia och familjen Cichlidae. Inga underarter finns listade i Catalogue of Life.